# 岡田光玉
岡田 光玉（おかだ こうたま、本名：岡田 良一（おかだ よしかず）、1901年〈明治34年〉2月27日 - 1974年〈昭和49年〉6月23日）は、崇教真光の初代教え主。日本を守る会代表委員。

## 生涯

### 生い立ち
『眞の天の岩戸開き』によると、岡田良一は1901年（明治34年）2月27日、東京府青山に誕生。6人姉弟の唯一の男子として育てられた。父・岡田稲三郎は陸軍少将であったが、良一が15歳の時、死去。その遺言を守り陸軍士官学校（34期）に進学。父の跡を継ぎ青壮年期を軍人として過ごす。昭和天皇の供奉将校を務めているときに脊椎を損傷。40歳の時に胸椎カリエスを患い、「退院して3年の命」と宣告されるが奇跡的に回復する。
帰国し義父から受け継いだ財産で軍需工場を興すも、名古屋大空襲で全財産を失う。莫大な借金を背負うが、1959年（昭和34年）に完済。
「手をかざせ」という声なき声を聞くようになり、神霊世界の研究を開始。既成宗教から大本、天理教、金光教、世界救世教などの新宗教、科学、政治、経済、超古代史など多岐にわたり研究。

### 立教
1959年（昭和34年）2月27日、神示（啓示）により現在の真光教団の前身にあたる「L・H陽光子友乃会」を設立。
1962年（昭和37年）1月1日、現界は『火の洗礼』に突入したと発表し、そのピーク（大峠）は20世紀と21世紀の交流する頃に来る、と警鐘を鳴らした。
翌1963年、宗教法人世界真光文明教団として認可される。
岡田に示されていたとされる使命「ヨの御魂」について、他団体の天杖と呼ばれる神示においても「崇盟五道」「ヨスカ従道」と示されたとされ、当時の掛け軸は岐阜県高山市の光ミュージアムに収蔵されている。

### 真光の成長
立教10年にして真光の教えは海外に広がり、組み手（信徒）数も爆発的に増加。
立教13年で岡田は欧州を巡行、ローマ教皇に謁見。教えは更に北米、南米、豪州、アジアに拡大。

### 晩年
1973年、岡田は富岡盛彦、安岡正篤、山岡荘八らとともに日本工業倶楽部会館に集まり、保守系宗教団体が合同で行う愛国運動の構想を練る。1974年4月2日、「日本を守る会」（日本会議の前身）が設立され、岡田は代表委員に名を連ねた。
1974年6月23日、死去。73歳没。最後の神示は神幽る10日前の重大神示<ヨのみ霊の継承>と<飛騨高山に主神神殿を建立せよ>という内容だった。
同年7月13日には日本武道館において世界各国や国内より信者(組み手)の代表が集まり、「聖凰真光大導主様みたまおくりの祭り」が1万数千人規模で行われた。
この際、進行プログラムをよそに崇教局長であった関口榮が二代教え主に就任したと発表を行い二代継承問題に発展。8年越しの裁判で和解判決となるも、約3/4の組み手（信徒）が重大神示を信奉する崇教真光（岡田恵珠）に、約1/4が教団名を引き継ぐ世界真光文明教団を信奉。

## 家系
先祖は尾張織田家であり、織田家から別れた一部が名を変え｢岡田｣姓を名乗っている。岡田良一は岡田家14代目だった。
そして、母方の先祖は徳川家出身であるため、良一は織田家・徳川家の血を受け継いでいることになる。
岡田光玉の養女・恵珠（二代教え主）は手島泰六を養子に迎え、現在岡田光央（三代教え主）として活動。